# Eva Lichtenberger
Eva Lichtenberger (ur. 1 lipca 1954 w Zams) – austriacka polityk, członkini partii Zielonych, posłanka do Parlamentu Europejskiego VI i VII kadencji.

## Życiorys
Ukończyła liceum muzyczno-pedagogiczne, a następnie studiowała psychologię (w Akademii Pedagogicznej w Innsbrucku), a także historię sztuki i nauki polityczne. W 1987 obroniła doktorat na Uniwersytecie w Innsbrucku. W latach 70. i 80. pracowała jako nauczycielka, a w latach 90. prowadziła własny biznes w obszarze kształcenia dorosłych.
W latach 80. została działaczką partii Zielonych. Od 1999 do 2004 była posłanką do austriackiej Rady Narodowej, gdzie zajmowała się m.in. transportem i obronnością. Jednocześnie była członkiem Konwentu Europejskiego.
W wyborach w 2004 uzyskała mandat posłanki do Parlamentu Europejskiego. W 2009 z powodzeniem ubiegała się o reelekcję. W PE przystąpiła do grupy zielonych i regionalistów, w VII kadencji weszła w skład Komisji Transportu i Turystyki.